# Irréligion par pays

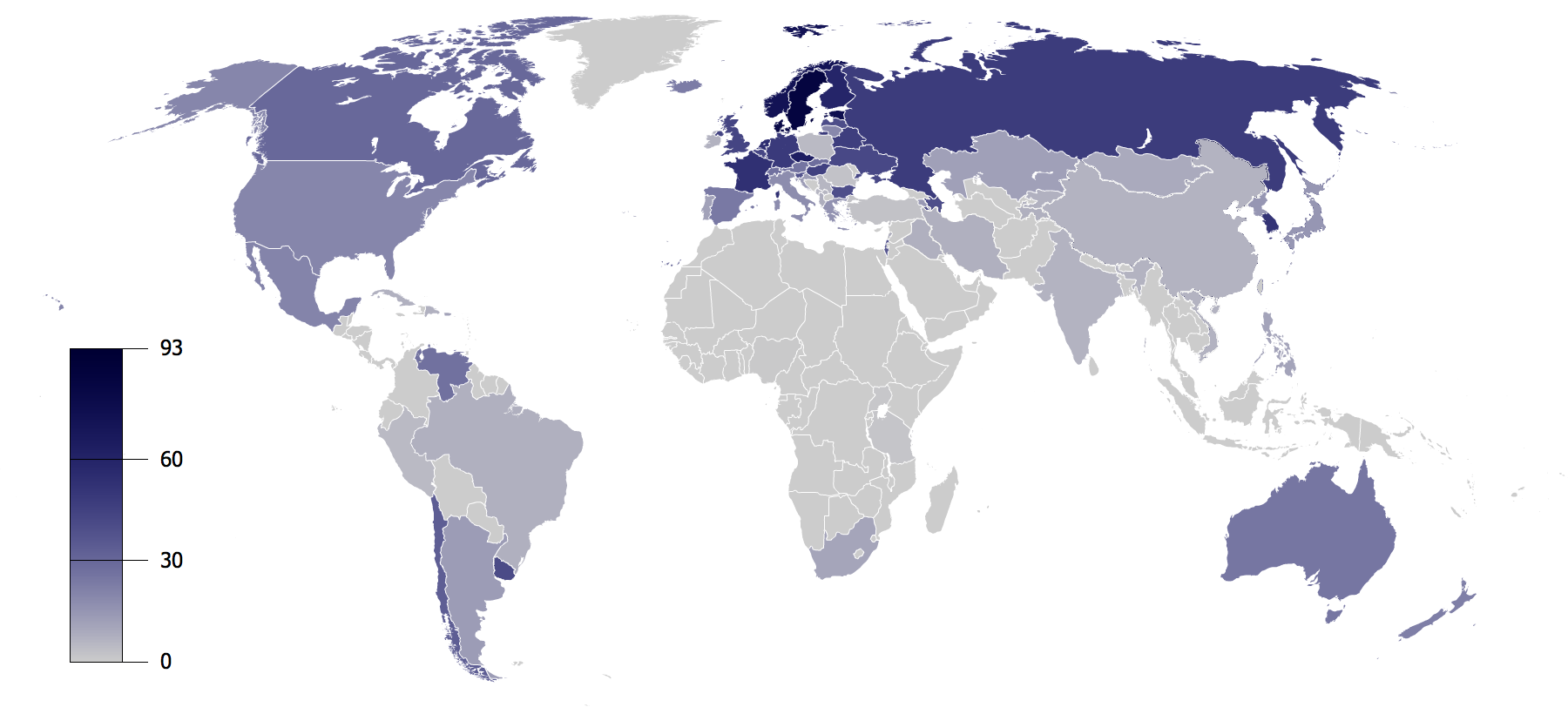
Les personnes non-religieuses dans le monde, Dentsu (2006) et Zuckerman (2005).

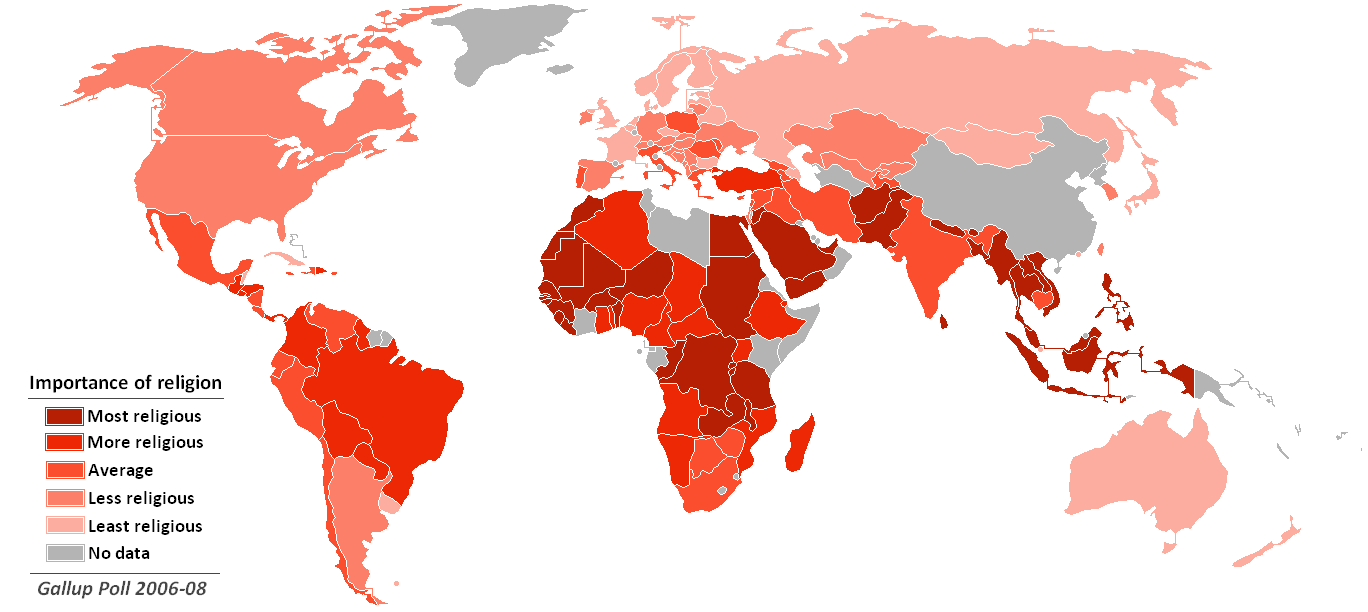
Importance de la religion par pays, Gallup (2006-2008).

 (mai 2018).
Si vous disposez d'ouvrages ou d'articles de référence ou si vous connaissez des sites web de qualité traitant du thème abordé ici, merci de compléter l'article en donnant les références utiles à sa vérifiabilité et en les liant à la section « Notes et références ».
L'irréligion ou l'irreligionisme est une appellation servant à désigner toute opinion philosophique qui refuse le principe de culte religieux. Dans les faits, ce terme englobe des notions très diverses : l'athéisme, l'agnosticisme, le déisme, le scepticisme, la libre-pensée, le laïcisme, voire le théisme philosophique.
13 % de la population mondiale se déclare athée.

## Pourcentage par pays
Gallup : pourcentage des personnes interrogées qui répondent Non à la question : considérez-vous que la religion est importante dans votre vie ?
Dentsu : Pourcentage de personnes qui disent ne pas avoir de religion.
Zuckerman : Pourcentage de personnes qui sont athées ou agnostiques.
| Pays                             | Gallup (2006–2011) | Dentsu (2006) | Zuckerman (2005) |
| -------------------------------- | ------------------ | ------------- | ---------------- |
| Albanie                          | 53 %               |               | 8 %              |
| Algérie                          | 9 %                |               |                  |
| Afghanistan                      | 3 %                |               |                  |
| Allemagne                        | 62 %               | 25 %          | 41–49 %          |
| Afrique du Sud                   | 20 %               | 11 %          |                  |
| Angola                           | 10 %               |               |                  |
| Arabie saoudite                  | 4 %                |               |                  |
| Argentine                        | 30 %               | 13 %          | 4–8 %            |
| Arménie                          | 18 %               |               | 34 %             |
| Australie                        | 67 %               |               | 24–25 %          |
| Autriche                         | 51 %               | 12 %          | 18–26 %          |
| Azerbaïdjan                      | 54 %               |               |                  |
| Bahreïn                          | 10 %               |               |                  |
| Bangladesh                       | 12 %               |               |                  |
| Biélorussie                      | 50 %               | 48 %          | 17 %             |
| Belgique                         | 68 %               | 35 %          | 42–43 %          |
| Bélize                           | 33 %               |               |                  |
| Bénin                            | 6 %                |               |                  |
| Bolivie                          | 13 %               |               |                  |
| Bosnie-Herzégovine               | 38 %               |               |                  |
| Botswana                         | 16 %               |               |                  |
| Brésil                           | 10 %               |               |                  |
| Bulgarie                         | 58 %               | 30 %          | 34–40 %          |
| Burkina Faso                     | 6 %                |               |                  |
| Burundi                          | 2 %                |               |                  |
| Cambodge                         | 3 %                |               |                  |
| Cameroun                         | 6 %                |               |                  |
| Canada                           | 61 %               | 26 %          | 19–30 %          |
| Tchad                            | 7 %                |               |                  |
| Chili                            | 27 %               | 34 %          |                  |
| Chine                            | 82 %               | 93 %          | 8–14 %           |
| Colombie                         | 13 %               |               |                  |
| Comores                          | 1 %                |               |                  |
| Corée du Nord                    |                    |               | 15 %             |
| Corée du Sud                     | 52 %               | 37 %          | 30–52 %          |
| Costa Rica                       | 17 %               |               |                  |
| Côte d'Ivoire                    | 12 %               |               |                  |
| Croatie                          | 29 %               | 13 %          | 7 %              |
| Cuba                             | 64 %               |               | 7 %              |
| Chypre                           | 26 %               |               |                  |
| République tchèque               | 72 %               | 64 %          | 54–61 %          |
| Danemark                         | 83 %               | 10 %          | 43–80 %          |
| Djibouti                         | 3 %                |               |                  |
| Égypte                           | 4 %                |               |                  |
| Émirats arabes unis              | 4 %                |               |                  |
| Équateur                         | 5 %                |               |                  |
| Espagne                          | 55 %               | 16 %          | 15–24 %          |
| Estonie                          | 78 %               | 76 %          | 49 %             |
| États-Unis                       | 36 %               | 20 %          | 3–9 %            |
| Éthiopie                         | 10 %               |               |                  |
| Finlande                         | 69 %               | 12 %          | 28–60 %          |
| France                           | 74 %               | 43 %          | 43–54 %          |
| Géorgie                          | 15 %               |               |                  |
| Guinée                           | 4 %                |               |                  |
| Grèce                            | 24 %               | 4 %           | 16 %             |
| Guatemala                        | 15 %               |               |                  |
| Guinée                           | 2 %                |               |                  |
| Guyana                           | 11 %               |               |                  |
| Haïti                            | 8 %                |               |                  |
| Honduras                         | 13 %               |               |                  |
| Hong Kong                        | 74 %               |               |                  |
| Hongrie                          | 63 %               | 43 %          | 32–46 %          |
| Islande                          | 60 %               | 4 %           | 16–23 %          |
| Inde                             | 9 %                | 7 %           |                  |
| Indonésie                        | 1 %                |               |                  |
| Iran                             | 8 %                | 1 %           |                  |
| Irak                             | 15 %               |               |                  |
| Irlande                          | 53 %               | 7 %           |                  |
| Israël                           | 54 %               |               | 15–37 %          |
| Italie                           | 30 %               | 18 %          | 6–15 %           |
| Jamaïque                         | 29 %               |               |                  |
| Japon                            | 71 %               | 52 %          | 64–65 %          |
| Jordanie                         | 4 %                |               |                  |
| Kazakhstan                       | 45 %               |               | 11–12 %          |
| Kenya                            | 3 %                |               |                  |
| Kosovo                           | 9 %                |               |                  |
| Koweït                           | 2 %                |               |                  |
| Kirghizistan                     | 36 %               |               | 7 %              |
| Laos                             | 3 %                |               |                  |
| Lettonie                         | 58 %               | 41%           | 20–29 %          |
| Liban                            | 13 %               |               |                  |
| Liberia                          | 7 %                |               |                  |
| Libye                            | 12 %               |               |                  |
| Lituanie                         | 52 %               | 19 %          | 13 %             |
| Luxembourg                       | 64 %               | 30 %          |                  |
| Macédoine                        | 23 %               |               |                  |
| Madagascar                       | 7 %                |               |                  |
| Malawi                           | 1 %                |               |                  |
| Malaisie                         | 10 %               |               |                  |
| Mali                             | 3 %                |               |                  |
| Malte                            | 14 %               | 1 %           |                  |
| Mauritanie                       | 2 %                |               |                  |
| Mexique                          | 20 %               | 4 %           |                  |
| Moldavie                         | 21 %               |               |                  |
| Mongolie                         | 50 %               |               | 9 %              |
| Monténégro                       | 38 %               |               |                  |
| Maroc                            | 6 %                |               |                  |
| Birmanie                         | 13 %               |               |                  |
| Myanmar                          | 3 %                |               |                  |
| Namibie                          | 8 %                |               |                  |
| Népal                            | 5 %                |               |                  |
| Pays-Bas                         | 65 %               | 55 %          | 39–44 %          |
| Nouvelle-Zélande                 | 67 %               |               | 20–22 %          |
| Nicaragua                        | 19 %               |               |                  |
| Niger                            | 2 %                |               |                  |
| Nigeria                          | 2 %                | 1 %           |                  |
| Norvège                          | 78 %               |               | 31–72 %          |
| Pakistan                         | 4 %                |               |                  |
| Palestine                        | 5 %                |               |                  |
| Panama                           | 11 %               |               |                  |
| Paraguay                         | 10%                |               |                  |
| Pérou                            | 12 %               | 5 %           |                  |
| Philippines                      | 6 %                | 11 %          |                  |
| Pologne                          | 25 %               | 5 %           |                  |
| Portugal                         | 33 %               | 11 %          | 4–9 %            |
| Porto Rico                       | 13 %               | 11 %          |                  |
| Qatar                            | 4 %                |               |                  |
| République centrafricaine        | 1 %                |               |                  |
| République démocratique du Congo | 5 %                |               |                  |
| République du Congo              | 6 %                |               |                  |
| République dominicaine           | 14 %               |               | 7 %              |
| Roumanie                         | 17 %               | 2 %           |                  |
| Russie                           | 59 %               | 48 %          | 24–48 %          |
| Rwanda                           | 5 %                |               |                  |
| Salvador                         | 24 %               |               |                  |
| Sénégal                          | 3 %                |               |                  |
| Serbie                           | 45 %               |               |                  |
| Sierra Leone                     | 1 %                |               |                  |
| Singapour                        | 53 %               |               | 13 %             |
| Slovaquie                        | 45 %               | 23 %          | 10–28 %          |
| Slovénie                         | 51 %               | 30 %          | 35–38 %          |
| Sri Lanka                        | 2 %                |               |                  |
| Soudan                           | 9 %                |               |                  |
| Suède                            | 88 %               | 25 %          | 46–85 %          |
| Suisse                           | 57 %               |               | 17–27 %          |
| Syrie                            | 15 %               |               |                  |
| Taïwan                           | 45 %               |               | 24 %             |
| Tadjikistan                      | 11 %               |               |                  |
| Tanzanie                         | 5 %                | 2 %           |                  |
| Thaïlande                        | 2 %                |               |                  |
| Togo                             | 13 %               |               |                  |
| Trinité-et-Tobago                | 8 %                |               |                  |
| Tunisie                          | 7 %                |               |                  |
| Turkménistan                     | 18 %               |               |                  |
| Turquie                          | 40 %               | 28 %          |                  |
| Ouganda                          | 5 %                | 1 %           |                  |
| Ukraine                          | 46 %               | 42 %          | 20 %             |
| Royaume-Uni                      | 76 %               |               | 31–44 %          |
| Uruguay                          | 64 %               |               | 12 %             |
| Ouzbékistan                      | 39 %               |               |                  |
| Venezuela                        | 19 %               | 27 %          |                  |
| Viêt Nam                         | 44 %               | 46 %          | 81 %             |
| Yémen                            | 1 %                |               |                  |
| Zambie                           | 5 %                |               |                  |
| Zimbabwe                         | 9 %                |               |                  |